# Via S.A.
Via S.A. (tidligere Via Varejo) er en brasiliansk detailhandelsvirksomhed, der blev etableret i 2010 ved en fusion mellem Casas Bahia og Ponto. Der er 45.000 ansatte.
Datterselskaber inkluderer detailvirksomhederne Bartira, Casas Bahia, Cnova Brazil, Extra og Ponto Frio.
Indenfor onlinehandel også selskabet Nova Pontocom.